# Discografia de Kreator
Discografia e videografia completa da banda alemã Kreator.

## Álbuns de estúdio
| 1985                                                                                   | Endless Pain - Lançado em: 1 de Outubro de 1985 - Gravadora: Noise               | —  | —  | —  | —  | —  | —  | —  | —   | —  | —  | —   |
| 1986                                                                                   | Pleasure to Kill - Lançado em: 1 de Novembro de 1986 - Gravadora: Noise          | —  | —  | —  | —  | —  | —  | —  | —   | —  | —  | —   |
| 1987                                                                                   | Terrible Certainty - Lançado em: 1 de Outubro de 1987 - Gravadora: Noise         | —  | —  | —  | —  | —  | —  | —  | —   | —  | —  | —   |
| 1989                                                                                   | Extreme Aggression - Lançado em: 19 de Junho de 1989 - Gravadora: Noise          | —  | —  | —  | —  | —  | —  | —  | —   | 68 | —  | —   |
| 1990                                                                                   | Coma of Souls - Lançado em: 6 de Novembro de 1990 - Gravadora: Noise             | —  | —  | —  | —  | —  | —  | —  | —   | —  | —  | —   |
| 1992                                                                                   | Renewal - Lançado em: 26 de Outubro de 1992 - Gravadora: Noise                   | —  | —  | —  | —  | —  | —  | —  | —   | —  | —  | —   |
| 1995                                                                                   | Cause for Conflict - Lançado em: Outubro de 1995 - Gravadora: GUN                | 48 | —  | —  | 50 | —  | —  | —  | —   | —  | —  | —   |
| 1997                                                                                   | Outcast - Lançado em: 22 de Julho de 1997 - Gravadora: GUN                       | 91 | —  | —  | —  | —  | —  | —  | —   | —  | —  | —   |
| 1999                                                                                   | Endorama - Lançado em: 20 de Abril de 1999 - Gravadora: Drakkar                  | 68 | —  | —  | —  | —  | —  | —  | —   | —  | —  | —   |
| 2001                                                                                   | Violent Revolution - Lançado em: 25 de Setembro de 2001 - Gravadora: Steamhammer | 38 | —  | —  | —  | —  | —  | —  | —   | —  | —  | —   |
| 2005                                                                                   | Enemy of God - Lançado em: 11 de Janeiro de 2005 - Gravadora: Steamhammer        | 19 | 45 | 90 | —  | —  | —  | 84 | 118 | —  | 38 | —   |
| 2009                                                                                   | Hordes of Chaos - Lançado em: 13 de Janeiro de 2009 - Gravadora: Steamhammer     | 16 | 33 | —  | —  | 57 | 16 | 85 | 163 | 66 | 47 | 165 |
| 2012                                                                                   | Phantom Antichrist - Lançado em: 1 de Junho de 2012 - Gravadora: Nuclear Blast   | 5  | 31 | 75 | 84 | 22 | 11 | 87 | 63  | 87 | 30 | 130 |
| 2017                                                                                   | Gods of Violence - Lançado em: 27 de janeiro de 2017 - Gravadora: Nuclear Blast  | 1  | 4  | 20 | 46 | 13 | 7  | 59 | —   | 58 | 19 | 118 |
| 2022                                                                                   | Hate Über Alles - Lançado em: 10 de junho de 2022 - Gravadora: Nuclear Blast     | —  | —  | —  | —  | —  | —  | —  | —   | —  | —  | —   |
| "—" significa que o álbum não chegou às paradas ou não foi lançado no país em questão. |                                                                                  |    |    |    |    |    |    |    |     |    |    |     |

## EPs
| Ano  | Detalhes                                             | Notas                                                                          |
| ---- | ---------------------------------------------------- | ------------------------------------------------------------------------------ |
| 1986 | Flag of Hate - Gravadora: Noise                      | - Apoiado com "Take Their Lives" e "Awakening of the Gods"                     |
| 1988 | Out of the Dark... Into the Light - Gravadora: Noise | - Reedições posteriores de Terrible Certainty contém esse EP como faixas bônus |
| 2016 | Violence Unleashed - Gravadora: Nuclear Blast        | - Contém um cover de "The Number of the Beast" (do Iron Maiden)                |

## Álbuns ao vivo
| Ano  | Detalhes | Melhor posição nas paradas | Melhor posição nas paradas | Melhor posição nas paradas |
| Ano  | Detalhes | GER                        | BEL (WA)                   | FRA                        |
| ---- | --- | -------------------------- | -------------------------- | -------------------------- |
| 2003 | Live Kreation - Lançamento: 22 de julho de 2003 - Gravadora: Steamhammer - Formatos: CD, LP                                                                          | 59                         | —                          | —                          |
| 2010 | Terror Prevails: Live at Rock Hard Festival - Lançamento: 17 de Novembro de 2010 e 20 de Maio de 2012 (segunda parte) - Gravadora: Rock Hard Magazine - Formatos: CD | —                          | —                          | —                          |
| 2013 | Dying Alive - Lançamento: 30 de agosto de 2013 - Gravadora: Nuclear Blast - Formatos: CD                                                                             | 9                          | 142                        | 170                        |
| 2017 | Live Antichrist - Lançamento: 10 de janeiro de 2017 - Gravadora: Nuclear Blast - Formatos: CD                                                                        |                            |                            |                            |

## Singles
| Ano  | Música                    | Albúm              |
| ---- | ------------------------- | ------------------ |
| 1987 | "Behind The Mirror"       | Terrible Certainty |
| 1989 | "Betrayer"                | Extreme Aggression |
| 1995 | "Isolation"               | Cause for Conflict |
| 1995 | "Lost"                    | Cause for Conflict |
| 1997 | "Leave This World Behind" | Outcast            |
| 1999 | "Chosen Few"              | Endorama           |
| 2012 | "Phantom Antichrist"      | Phantom Antichrist |
| 2012 | "Civilization Collapse"   | Phantom Antichrist |
| 2020 | "666 - World Divided"     |                    |
| 2022 | "Hate über Alles"         | Hate Über Alles    |
| 2022 | "Strongest Of The Strong" | Hate Über Alles    |
| 2022 | "Midnight Sun"            | Hate Über Alles    |

## Coletâneas
| Ano  | Detalhes |
| ---- | --- |
| 1996 | Scenarios of Violence - Lançamento: 19 de março de 1996 - Gravadora: Noise                                                     |
| 1999 | Voices of Transgression - Lançamento: 4 de abril de 1999 - Gravadora: GUN                                                      |
| 2000 | 1985-1992 Past Life Trauma - Lançamento: 26 de dezembro de 2000 - Gravadora: Noise                                             |
| 2016 | Love Us or Hate Us - The Very Best of the Noise Years 1985-1992 - Lançamento: 6 de maio de 2016 - Gravadora: Sanctuary Records |

## Demos
- Blitzkrieg (1983)
- End of the World (1984)
- Renewal  (1991)

## DVDs
| Ano  | Detalhes                                                                                                  |
| ---- | --- |
| 1990 | Live in East Berlin - Gravadora: Noise - Formatos: VHS                                                    |
| 1991 | Hallucinative Comas - Gravadora: Noise - Formatos: VHS                                                    |
| 2003 | Live Kreation: Revisioned Glory - Lançamento: 1 de julho de 2003 - Gravadora: Steamhammer - Formatos: DVD |
| 2008 | At the Pulse of Kapitulation - Lançamento: 28 de março de 2008 - Gravadora: Steamhammer - Formatos: DVD   |
| 2013 | Dying Alive - Lançamento: 30 de agosto de 2013 - Gravadora: Nuclear Blast - Formatos: DVD, Blu-ray        |

## Videoclipes
| Ano  | Música                      | Diretor(es)                    |
| ---- | --------------------------- | ------------------------------ |
| 1988 | "Toxic Trace"               |                                |
| 1989 | "Betrayer"                  | Steve Payne                    |
| 1990 | "People of the Lie"         | Andreas Marschall              |
| 1990 | "Coma of Souls"             | Andreas Marschall              |
| 1990 | "Terror Zone"               | Andreas Marschall              |
| 1990 | "World Beyond"              | Andreas Marschall              |
| 1990 | "Twisted Urges"             | Andreas Marschall              |
| 1990 | "When the Sun Burns Red"    | Andreas Marschall              |
| 1992 | "Renewal"                   | Tsion Meitall                  |
| 1995 | "Lost"                      | Tanara Jordan                  |
| 1995 | "Isolation"                 | Andreas Marschall, Heiner Timm |
| 1997 | "Leave This World Behind"   | Dirk Rudolph, Harald Hoffmann  |
| 1999 | "Endorama"                  | Matthias Kollek                |
| 1999 | "Chosen Few"                | Andreas Marschall              |
| 2001 | "Violent Revolution"        | Stefan Browatzki               |
| 2005 | "Impossible Brutality"      | Stefan Browatzki               |
| 2006 | "Enemy of God"              | Jörn Heitmann                  |
| 2009 | "Hordes of Chaos"           | Jörn Heitmann                  |
| 2010 | "Destroy What Destroys You" | Carlos Toro                    |
| 2011 | "War Curse" (live)          | Unknown                        |
| 2012 | "Phantom Antichrist"        | Grupa13                        |
| 2012 | "Civilization Collapse"     |                                |
| 2016 | "Gods of Violence"          |                                |
| 2016 | "Satan Is Real"             |                                |
| 2017 | "Totalitarian Terror"       |                                |
| 2017 | "Fallen Brother"            |                                |